# دانكوف

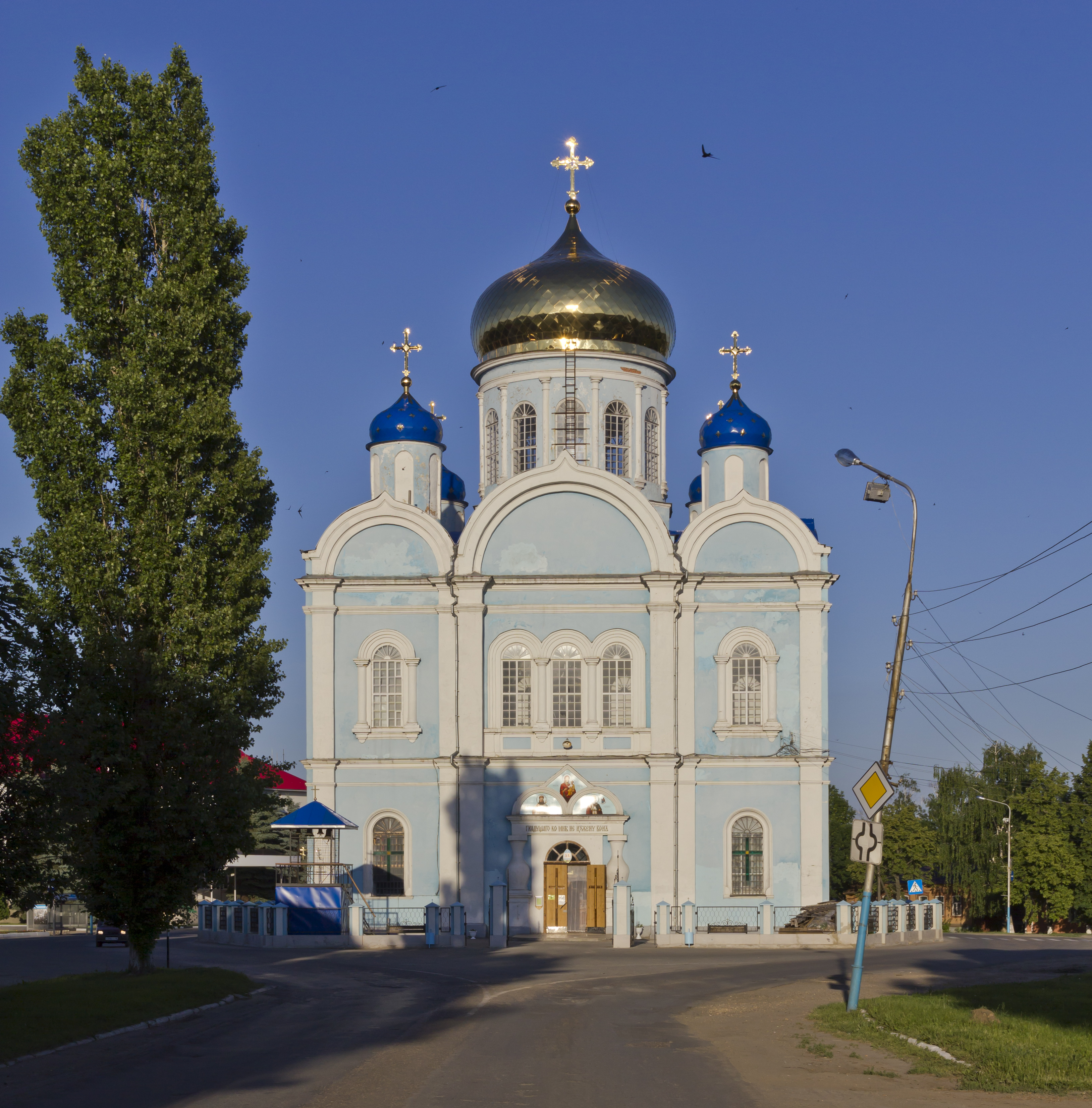

دانكوف (بالروسية: Данков) هي إحدى مدن روسيا في الكيان الفدرالي الروسي ليبيتسك أوبلاست.

## أعلام
- روسلان أخفليدياني